# Distretto di Huashan
Il distretto di Huashan (花山区S, HuāshānP) è un distretto della Cina, situato nella provincia dell'Anhui.